# Сулье, Лор
Лор (Лаура) Сулье (кат. Laura Soulié; фр. Laure Soulié; род. 28 апреля 1987, Андорра-ла-Велья) — андоррская биатлонистка, до 2009 года выступавшая за Францию.

## Карьера
Лор занимается биатлоном с 2002 года во французском клубе «Вильяр де Ланс» под руководством Тьерри Дюссерра. С 2005 года представляла Францию на международном уровне. На юниорском чемпионате мира 2006 года в американском Преск-Айле выиграла бронзу в эстафете, а также первенствовала в гонке преследования на этапе юниорского Кубка Европы в швейцарском Гурнигеле в 2005 году. С сезона 2007/08 представляла Францию на взрослом Кубке Европы: в первом для себя сезоне финишировала на итоговом 20-м месте, в следующем — на 25-м.
C сезона 2009/10 начала выступать за Андорру. 20 января 2010 года дебютировала во взрослом Кубке мира, начав с 37-го места в индивидуальной гонке, прошедшей в итальянской Антерсельве. В Кубке IBU того сезона заняла итоговое восьмое место. На данный момент лучшим её результатом в элите является 9-е место в индивидуальной гонке на этапе Кубка мира 2013/14 в Рупольдинге. По окончании сезона 2013/2014 объявила о завершении спортивной карьеры.

### Статистика выступлений в Кубке мира
| 2012—2013 | Эстерсунд | Эстерсунд | Эстерсунд | Хохфильцен | Хохфильцен | Хохфильцен | Поклюка | Поклюка | Поклюка | Оберхоф | Оберхоф | Оберхоф | Рупольдинг | Рупольдинг | Рупольдинг | Антхольц | Антхольц | Антхольц | ЧМ Нове Место | ЧМ Нове Место | ЧМ Нове Место | ЧМ Нове Место | ЧМ Нове Место | ЧМ Нове Место | Холменколлен | Холменколлен | Холменколлен | Сочи | Сочи | Сочи | Ханты-Мансийск | Ханты-Мансийск | Ханты-Мансийск | Итоги | Итоги | Итоги |
| 2012—2013 | СМ        | Инд       | Спр       | Пр         | Спр        | Пр         | Эст     | Спр     | Пр      | МС      | Эст     | Спр     | Пр         | Эст        | Спр        | МС       | Спр      | Пр       | Эст           | СМ            | Спр           | Пр            | Инд           | Эст           | МС           | Спр          | Пр           | МС   | Инд  | Спр  | Эст            | Спр            | Пр             | МС    | Очков | Место |
| 2012—2013 | —         | 44        | 46        | 42         | 64         | —          | —       | 64      | —       | —       | —       | —       | —          | —          | 77         | —        | —        | 69       | —             | 39            | —             | —             | 59            | 46            | —            | 35           | 45           | —    | 59   | 36   | —              | 52             | 43             | —     | 12    | 85    |

| 2011—2012 | Эстерсунд | Эстерсунд | Эстерсунд | Хохфильцен | Хохфильцен | Хохфильцен | Хохфильцен | Хохфильцен | Хохфильцен | Оберхоф | Оберхоф | Оберхоф | Нове Место | Нове Место | Нове Место | Антхольц | Антхольц | Антхольц | Холменколлен | Холменколлен | Холменколлен | Контиолахти | Контиолахти | Контиолахти | ЧМ Рупольдинг | ЧМ Рупольдинг | ЧМ Рупольдинг | ЧМ Рупольдинг | ЧМ Рупольдинг | ЧМ Рупольдинг | Ханты-Мансийск | Ханты-Мансийск | Ханты-Мансийск | Итоги | Итоги | Итоги |
| 2011—2012 | Инд       | Спр       | Пр        | Спр        | Пр         | Эст        | Спр        | Пр         | СМ         | Эст     | Спр     | МС      | Инд        | Спр        | Пр         | Спр      | Эст      | МС       | Спр          | Пр           | МС           | Спр         | Пр          | СМ          | СМ            | Спр           | Пр            | Инд           | МС            | Эст           | Спр            | Пр             | МС             | Очков | Место |       |
| 2011—2012 | 34        | 36        | DNS       | 27         | 32         | —          | 45         | 46         | —          | —       | 26      | —       | 36         | 31         | DNF        | 29       | —        | —        | 31           | 44           | —            | 35          | 45          | —           | —             | 33            | 37            | 67            | —             | —             | DNF            | —              | —              | 105   | 49    |       |

| 2010—2011 | Эстерсунд | Эстерсунд | Эстерсунд | Хохфильцен | Хохфильцен | Хохфильцен | Поклюка | Поклюка | Поклюка | Оберхоф | Оберхоф | Оберхоф | Рупольдинг | Рупольдинг | Рупольдинг | Антхольц | Антхольц | Антхольц | Прескью-Айл | Прескью-Айл | Прескью-Айл | Форт-Кент | Форт-Кент | Форт-Кент | ЧМ Ханты-Мансийск | ЧМ Ханты-Мансийск | ЧМ Ханты-Мансийск | ЧМ Ханты-Мансийск | ЧМ Ханты-Мансийск | ЧМ Ханты-Мансийск | Холменколлен | Холменколлен | Холменколлен | Итоги | Итоги | Итоги |
| 2010—2011 | Инд       | Спр       | Пр        | Спр        | Эст        | Пр         | Инд     | Спр     | СМ      | Эст     | Спр     | МС      | Инд        | Спр        | Пр         | Спр      | Эст      | МС       | Спр         | СМ          | Пр          | Спр       | Пр        | МС        | СМ                | Спр               | Пр                | Инд               | МС                | Эст               | Спр          | Пр           | МС           | Очков | Место |       |
| 2010—2011 | —         | —         | —         | —          | —          | —          | —       | —       | —       | —       | —       | —       | 87         | 35         | 45         | 77       | —        | —        | 34          | —           | 31          | 42        | —         | —         | —                 | 53                | LAP               | 33                | —                 | —                 | 64           | —            | —            | 31    | 72    |       |

| 2009—2010 | Эстерсунд | Эстерсунд | Эстерсунд | Хохфильцен | Хохфильцен | Хохфильцен | Поклюка | Поклюка | Поклюка | Оберхоф | Оберхоф | Оберхоф | Рупольдинг | Рупольдинг | Рупольдинг | Антхольц | Антхольц | Антхольц | ОИ Ванкувер | ОИ Ванкувер | ОИ Ванкувер | ОИ Ванкувер | ОИ Ванкувер | Контиолахти | Контиолахти | Контиолахти | Холменколлен | Холменколлен | Холменколлен | Ханты-Мансийск | Ханты-Мансийск | Ханты-Мансийск | Итоги | Итоги |
| 2009—2010 | Инд       | Спр       | Эст       | Спр        | Пр         | Эст        | Инд     | Спр     | Пр      | Эст     | Спр     | МС      | Эст        | Спр        | Пр         | Спр      | Пр       | МС       | Спр         | Пр          | Инд         | МС          | Эст         | СМ          | Сп          | Эст         | Спр          | Пр           | МС           | Спр            | Пр             | СМ             | Очков | Место |
| 2009—2010 | —         | —         | —         | —          | —          | —          | —       | —       | —       | —       | —       | —       | —          | —          | —          | 37       | 48       | 46       | —           | —           | —           | —           | —           | —           | —           | —           | 44           | 37           | —            | —              | —              | —              | 8     | 93    |

В таблице отражены места, занятые спортсменом на гонках биатлонного сезона.
Инд — индивидуальная гонка

Пр — гонка преследования

Спр — спринт

МС — масс-старт

Эст — эстафета

См — смешанная эстафета

DNS — спортсмен был заявлен, но не стартовал

DNF — спортсмен стартовал, но не финишировал

LAP — спортсмен по ходу гонки (для гонок преследования и масс-стартов) отстал от лидера более чем на круг и был снят с трассы

DSQ — спортсмен дисквалифицирован

— − спортсмен не участвовал в этой гонке

## Личная жизнь
Учится в Университете Париж-юг XI, владеет французским, испанским и каталанским языками.